# Raoul Giraudo
Raoul Giraudo est un footballeur français né le 19 mai 1932 à Aix-en-Provence (Bouches-du-Rhône) et mort le 26 octobre 1995 à Cerizay (Deux-Sèvres).
Il a fait l'essentiel de sa carrière comme défenseur au  Stade de Reims avec lequel il a joué entre autres quatorze  matches de Coupe d'Europe dont les deux finales de 1956 et 1959 contre le Real Madrid.

## Carrière de joueur
- AS Aix (formation-1950)
- Stade de Reims (1950-1960) (102 matchs en championnat de D1)
- FC Grenoble (1960-1961) (26 matchs en championnat de D1, 3 buts)
- FC Sochaux (1961-1962) (8 matchs en championnat de D1)[2]

## Palmarès
- Champion de France en 1955, 1958 et 1960 avec le Stade de Reims
- Vainqueur de la Coupe de France en 1958 avec le Stade de Reims
- Finaliste de la Coupe Latine en 1955 avec le Stade de Reims
- Finaliste de la Coupe des clubs champions européens en 1956 et 1959 avec le Stade de Reims